# Telamonia festiva nigrina
Telamonia festiva nigrina es una subespecie de araña saltarina del género Telamonia, familia Salticidae. Fue descrita científicamente por Simon en 1903.
Habita en Vietnam.